# Lissa Price
Lissa Price este o scriitoare de origine americană,ce locuiește în prezent în California.Romanul său de debut Starters a fost un real succes,fiind publicat în peste treizeci de țări.Acesta a fost inclus în lista de cărți alese pentru tineri cititori a International Reading Association în anul 2013.
În anul 2014 Lissa a scris și următoarea carte din serie,intitulată Enders.Aceasta se bucură și ea în prezent de un succes destul de mare,fiind în topul preferințelor pentru tinerii cititori.
În prezent pe site-ul IF List se susține realizarea unui film după cartea Starters.
Numele său este pronunțat LIH-suh datorită faptului că acesta conține doi de s.http://www.teachingbooks.net/pronounce.cgi?aid=1901

## Starters
Acțiunea se petrece într-un Los Angeles futuristic,atacat de un război biologic care a reușit să extermineze întreaga populație umană de vârstă medie.După ce părinții săi au murit,Callie,o fată în vârstă de șaisprezece ani împreună cu fratele său mai mic Tyler fug pentru a-și salva viețile.Singura lor salvare este Banca de Corpuri însă nici aici lucrurile nu sunt cum par a fi,deoarece descoperă că tinerii își împrumută trupurile adulților bogați care vor să fie tineri din nou.Având nevoie disperată de bani și pentru a îl ajuta pe Tyler care este bolnav Callie acceptă să fie donatoare,însă neurocipul implantat funcționează greșit iar fata află secrete care nu ar fi trebuit să iasă vreodată la iveală.

## Enders
Continuarea romanului Starters,care a ținut cu sufletul la gură milioane de cititori a apărut în anul 2014.După ce Banca de Corpuri a fost distrusă Callie și prietenii săi cărora le-au fost implantate cipuri continuă să fie controlați de către Enderi.Callie mai este urmărită și de o ființă stranie pe care nu o poate identifica.Pentru a-și salva frățiorul și a afla adevărul din spatele societății în care trăiește,eroina este dispusă să facă orice,chiar să își sacrifice propria viață.

## Romane
Starters(2012)
Enders(2014)
Portrait of a Starter:An Unhidden Story(Starters, 0,5)
Portrait of a Marshal:The 2nd Unhidden Story(Starters,1,25)
Portrait of a Spore:The 3rd Unhidden Story(Starters,1,5)
Portrait of a Donor(Starters,1,75)

## Rețele de socializare
https://twitter.com/lissa_price
https://www.facebook.com/LissaPriceAuthor?fref=ts